# Pierre Gassendi
Pierre Gassendi (tulajdonképpen Gassend) (Champtercier (Provence-Alpes-Côte d’Azur), 1592. január 22. – Párizs, 1655. október 24.) francia matematikus, csillagász, filozófus és teológus.

## Életútja
Aix-en-Provence-ban egy Fesaio nevű minoritától filozófiát tanult, 16 éves korában Digne-les-Bains-ben a retorika tanára lett, később pedig Aix-ben tanárának utóda. 
1645-ben a párizsi Collège Royalban a matematika tanárává nevezték ki.

## Munkássága
Aix-ben írta Exercitationes paradoxicae adversus Aristoteleos című művét, melyben Arisztotelész rendszerével száll szembe.
1640-ben végezte el Galilei tanítására vonatkozó perdöntő kísérletét.
A haditengerészet egyik hajóján a Földközi-tengeren golyókat ejtett le az árbóc csúcsából a fedélzetre. Minden golyó az árbóc tövénél esett le a fedélzetre. Leesésük helyét nem befolyásolta a hajó sebessége.
1645-ben a párizsi Collège Royalban írta Institutio astronomica című művét, melyet Richelieu-nek, Franciaország prímásának és lyoni érseknek, a híres miniszter és bíbornok testvérének, ajánlott. Ezután Kopernikusz és Tycho Brahe műveit adta ki és elkezdte erősen materialista jellegű filozófiai rendszerét kidolgozni. Gassendi igen sokoldalú ember volt, műveiben nemcsak filozófiával és természettudományokkal foglalkozik, hanem másféle tudományokkal is. Műveit 6 folio kötetben adták ki, az összes munkálatoknak címe: Petri Gassendi Diniensis ecclesiae praepositi et in Ac. Paris. Mathes. Reg. Professoris, opera omnia in sex Tomos divisa etc. (Lugduni Batav. 1658).
Összes művei Firenzében 1727-ben újból megjelentek. Gassendi Démokritosz és Epikurosznak az anyag szerkezetére vonatkozó atom-elméletét kissé módosítva ismét fölelevenítette. Descartes filozófiájának egyik legnagyobb támadója volt.